# Boiga tanahjampeana
Boiga tanahjampeana là một loài rắn trong họ Rắn nước. Loài này được Orlov & Ryabov mô tả khoa học đầu tiên năm 2002.